# 名鉄MRM100形電車

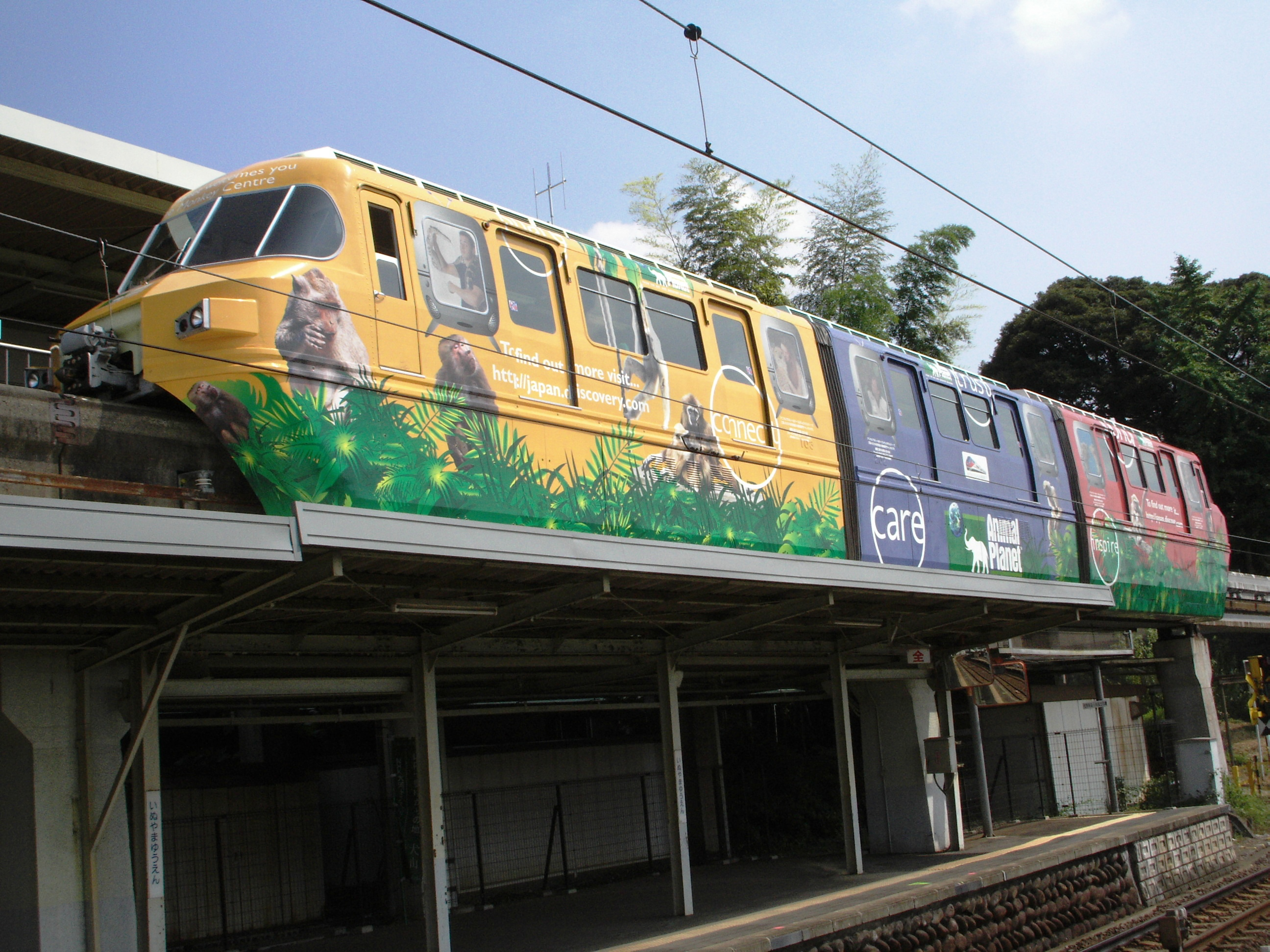
MRM100形

名鉄MRM100形電車（めいてつMRM100がたでんしゃ）は、かつて運行されていた名古屋鉄道の跨座式モノレール電車である。

## 概要
本形式は、1962年（昭和37年）のモンキーパークモノレール線がラインパークモノレール線として開業した際に導入された車両である。ゴムタイヤでコンクリート製のレール上を跨って走る日立アルウェーグ式による日本初の跨座式モノレールである。また、モンキーパークモノレール線の廃止当時は日本で最古の現役モノレール車両であった。

## 構造

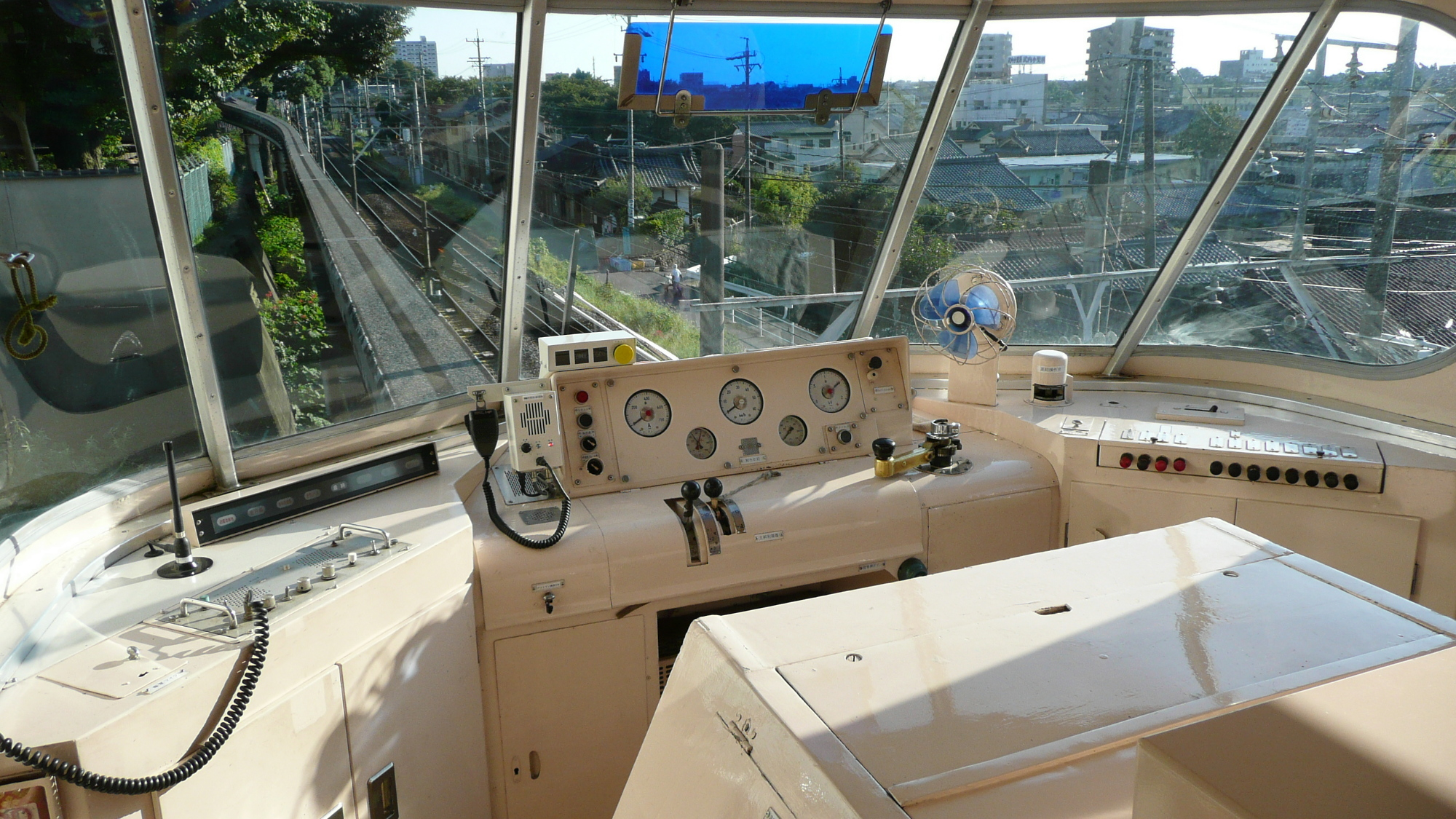
運転台

制御装置は日立製作所製電動カム軸式抵抗制御MMC-HBM-5（永久直列17段、発電制動17段、抑速3段）、主電動機はHS-510-Crb（端子電圧340V、電流232A、1時間定格出力70kW、定格回転数1,600rpm）、歯車比は1:15.13である。直流1500V。車体はアルミニウム合金製で全幅が広い。名鉄の旅客車両では最後の非冷房車であった。
編成はMRM100形（先頭車）2両とMRM200形（中間車）1両で組成された。現役時を通じて2本（101-201-102・103-202-104、左側が犬山遊園駅寄り）が在籍し、通常は1本を使用、多客時には2本連結した6両編成で運行された。

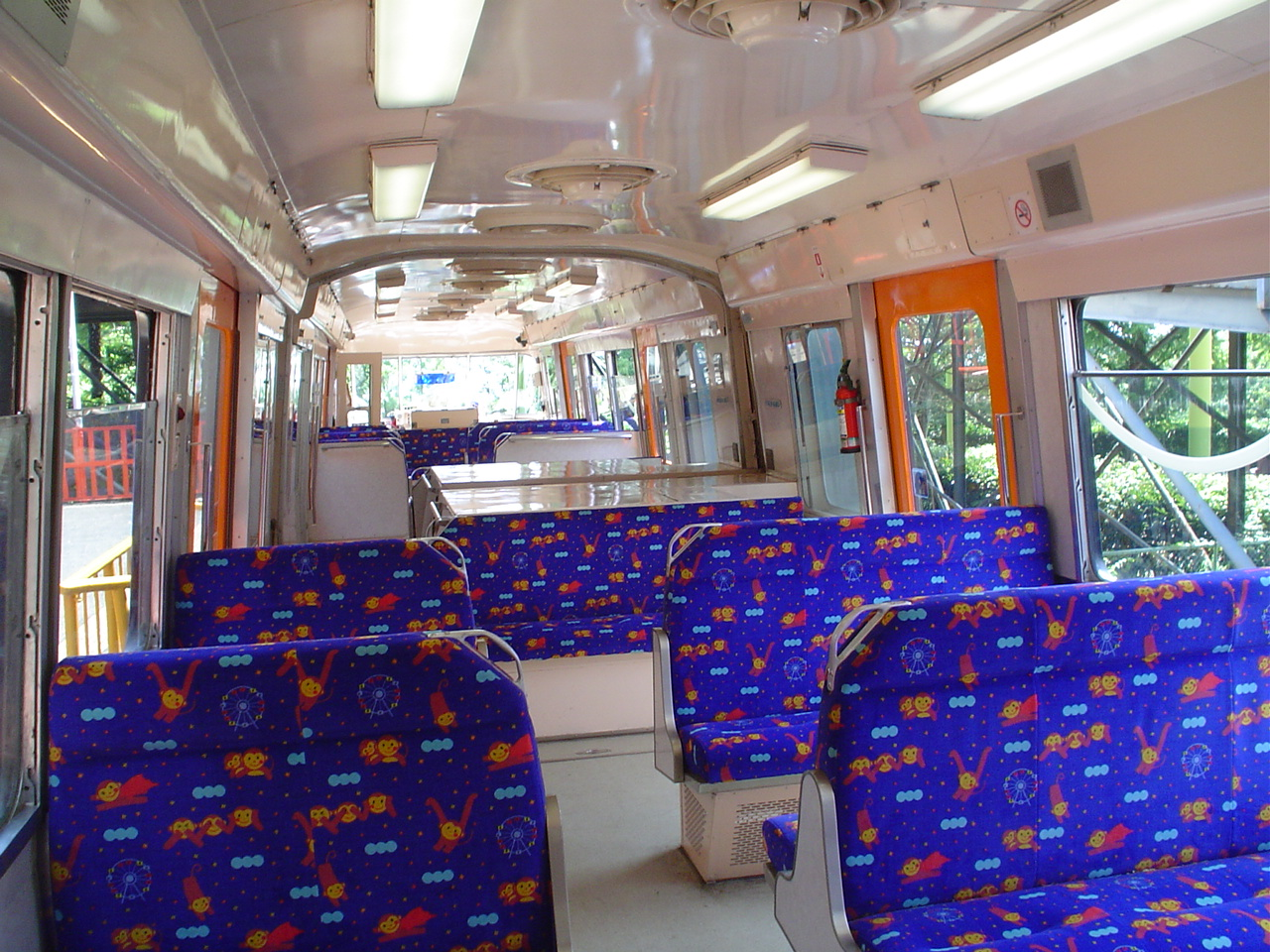
車内

連接構造のため、全断面貫通路であった。運転席もパイプで仕切ってあるだけなので前面展望も楽しむことができた。客室内の連接部と運転席後部では台車や機器を覆うカバーが大きく張り出していた。座席は運転室後部が窓の方を向いたロングシート、他はボックスシートであった。扉は各車両に片開き式が片側2ヶ所となっていた。
塗装は当初無塗装に赤と白の帯を巻いていたが、1990年代からは、沿線の日本モンキーパークにちなみ、動物のステッカー貼付やラッピングが行われており、数回にわたって変更されている。また、座席もモケットの柄を変更している。さらに2000年代からは1編成が車体全体を黄色・青色・赤色にラッピングした他、モンキーパークモノレール線の廃止直前にはもう1編成が特別なラッピングを施していた。
車両検査は犬山検車場へトレーラーで輸送して行っていた。

## モンキーパークモノレール線廃線後の状況
2008年（平成20年）12月28日付けでモンキーパークモノレール線が廃止されたが、この時点では車両の処遇についての発表はされなかった。
その後、製造メーカーの日立製作所が山口県下松市にある笠戸事業所で先頭車1両（102号車）を保存することを決定した。また、名鉄でも101・201を2009年（平成21年）3月4日に登場時の塗色に復元の上、動物園駅跡地へ静態保存することが発表され、こちらは3月19日より公開されている（車内は非公開）。また103号車が、岐阜県可児市にあるスパリゾート湯の華アイランドで展望台として利用されている。

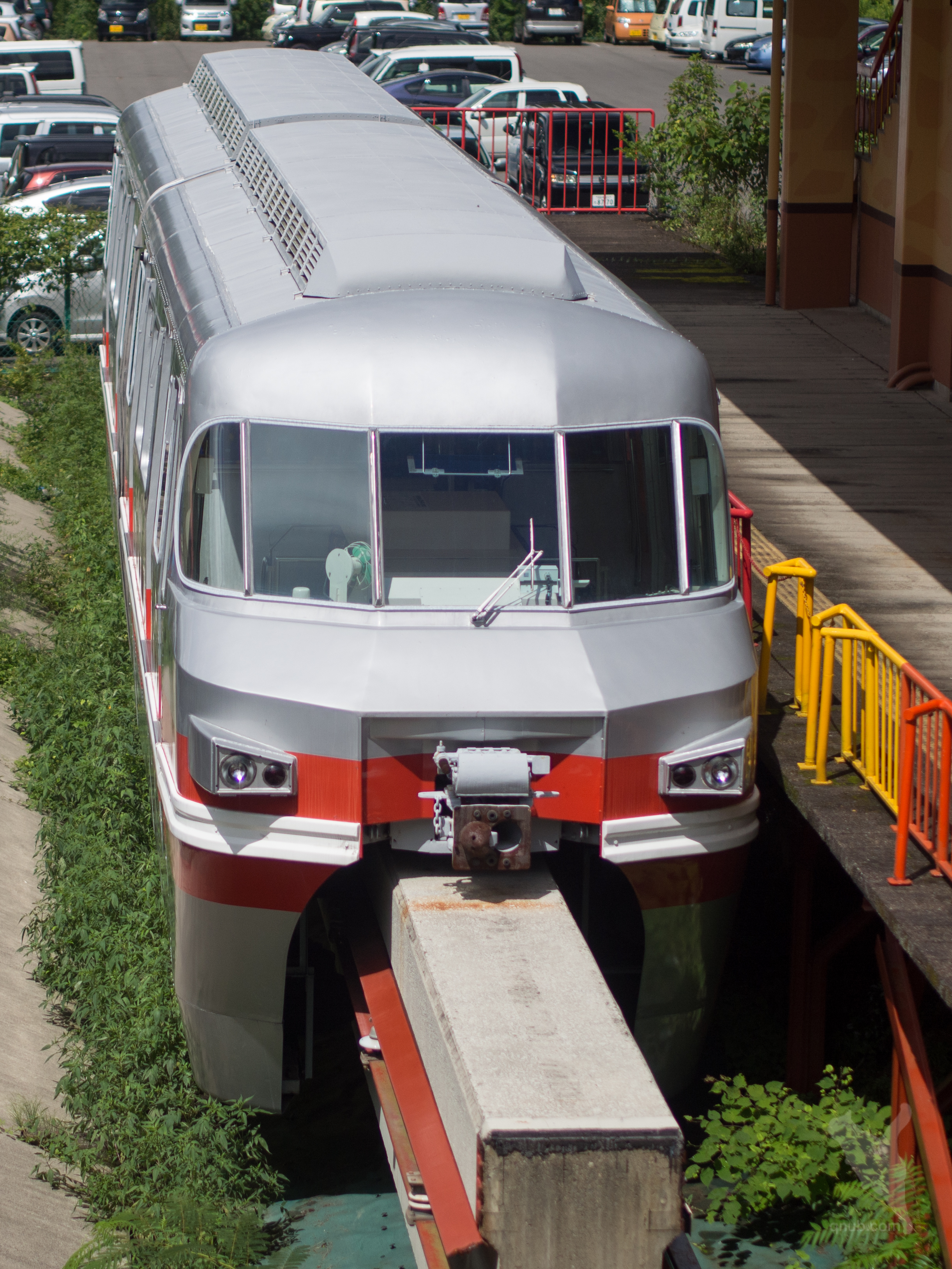
動物園駅で保存される101・201
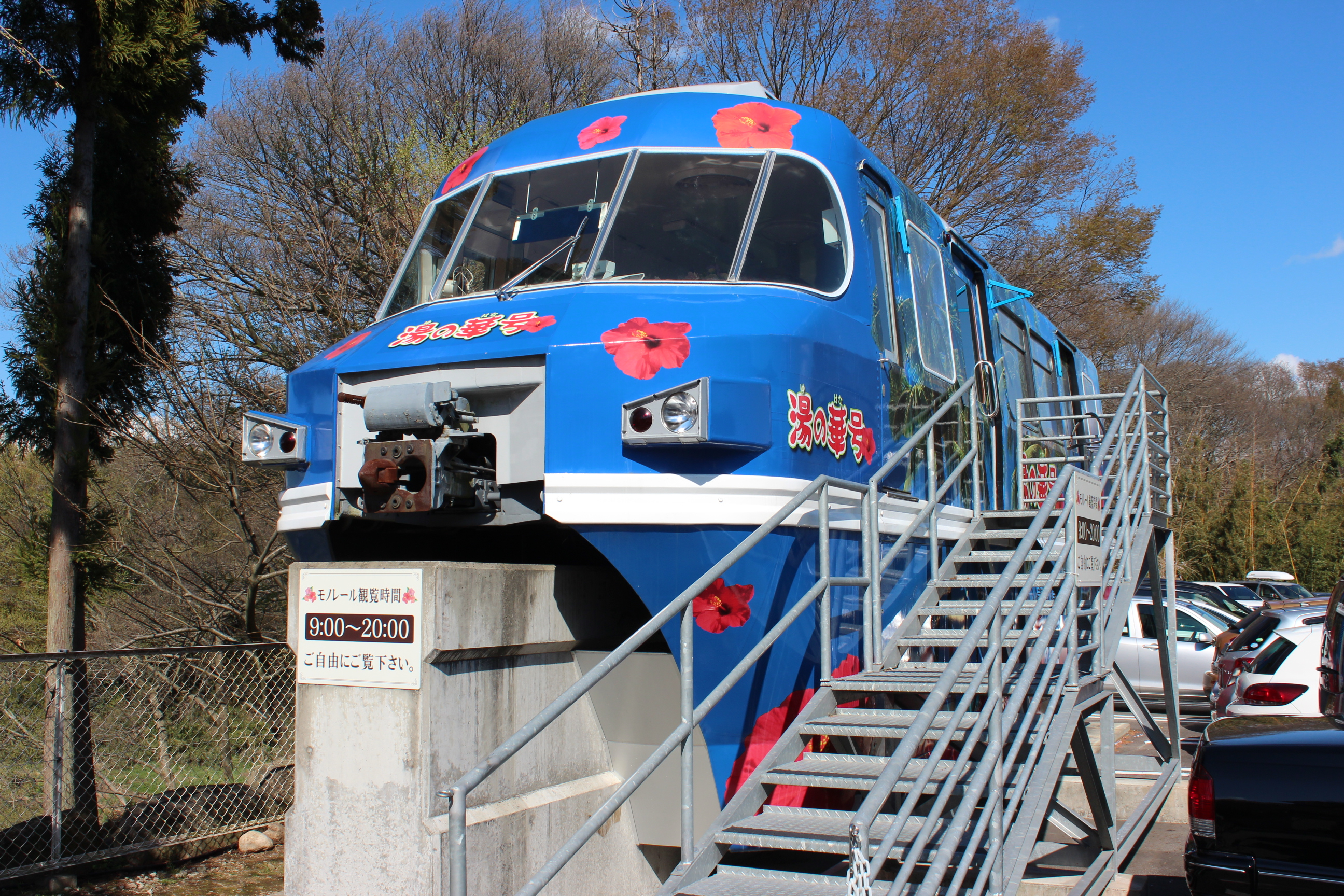
スパリゾート湯の華アイランドで保存される103